# Dalhem, Helsingborg

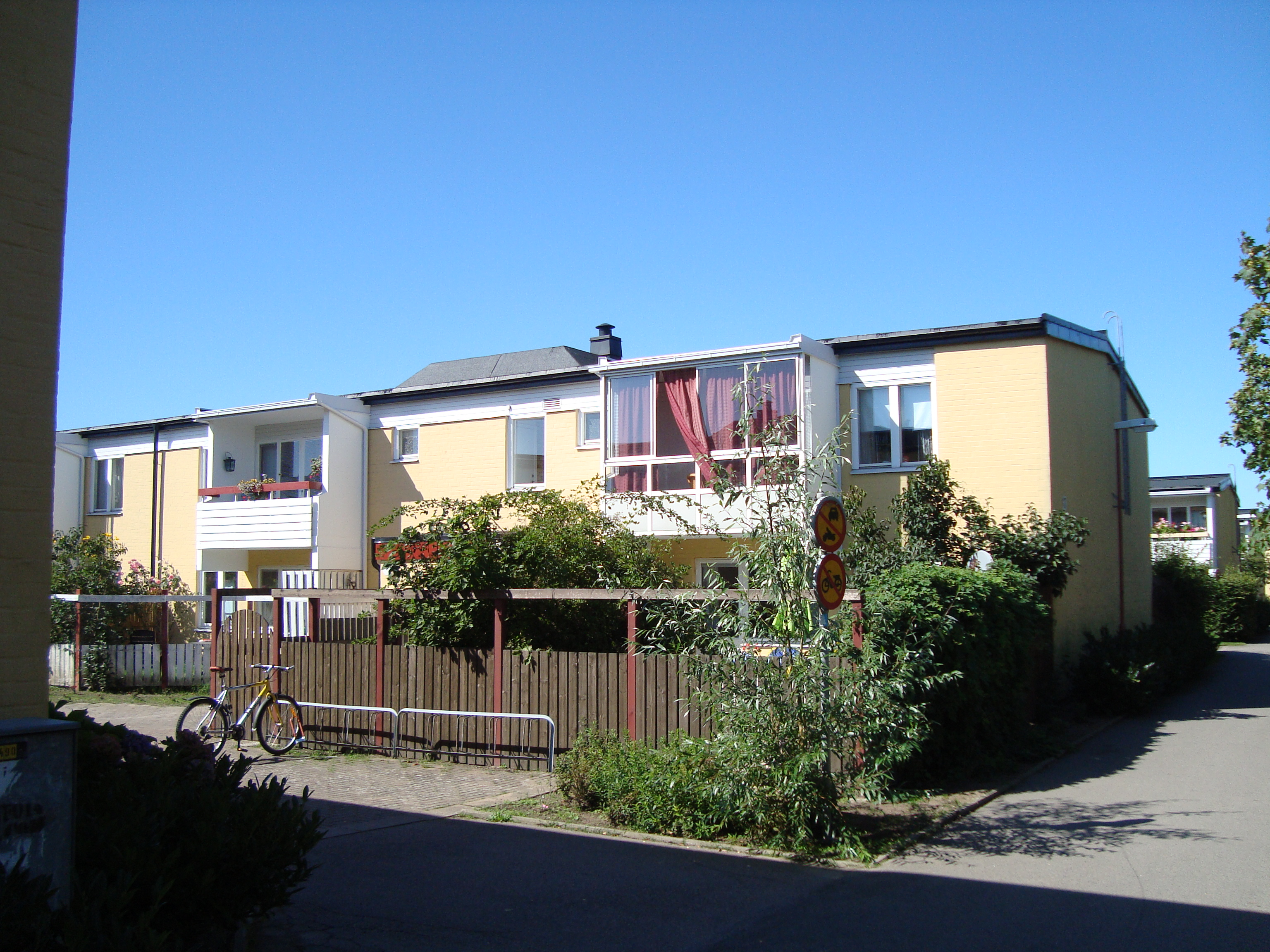
Låghusen.

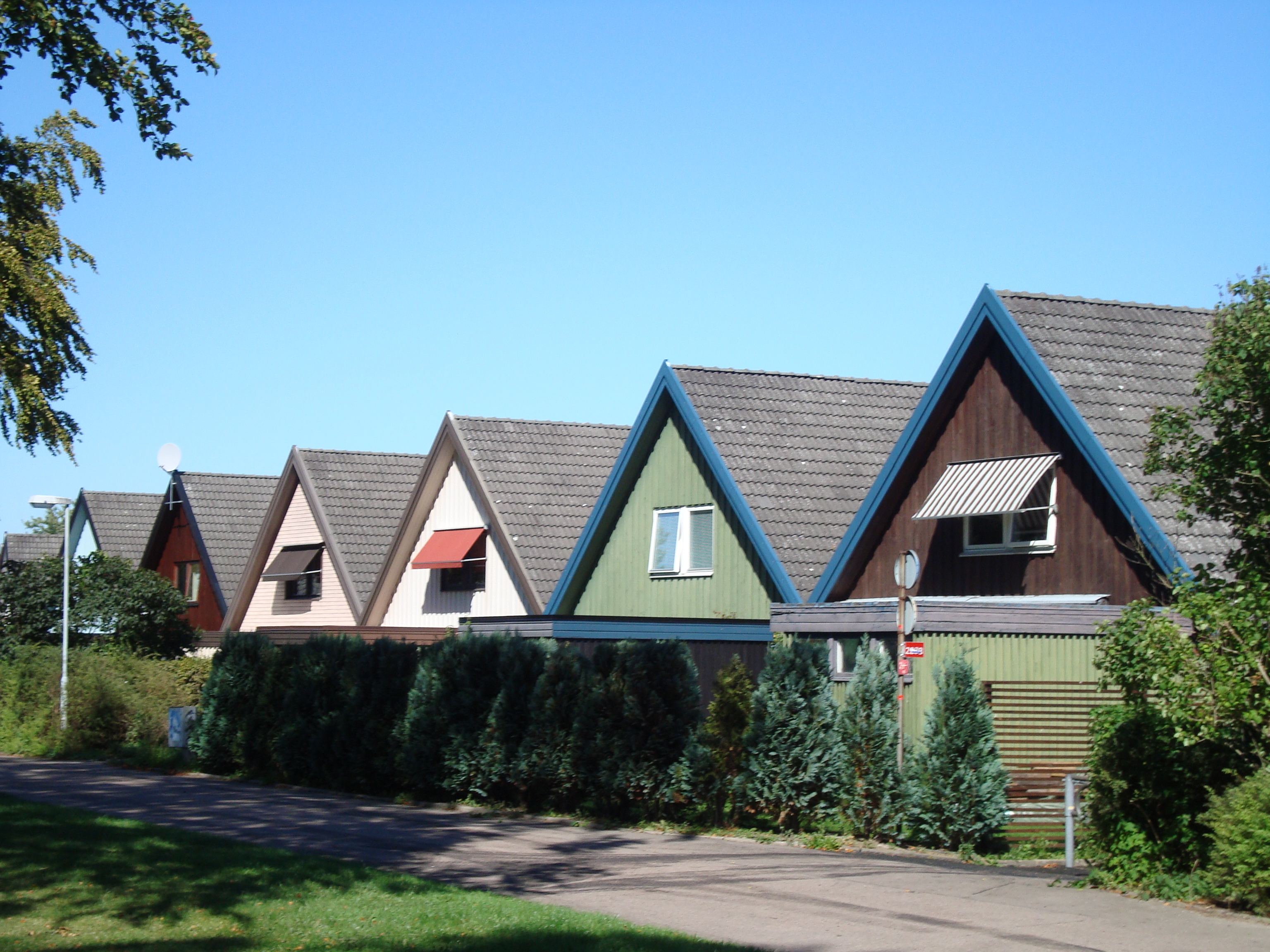
Villor.

Dalhem är en stadsdel i nordöstra Helsingborg. Den byggdes 1971 till 1975 som ett led i miljonprogrammet. Den 31 december 2020 bodde det 5 740 personer i statistikområdet för Dalhem.
Den enda grundskolan som finns i stadsdelen bytte namn från Dalhemsskolan till Anneroskolan med syftet att motverka ett dåligt rykte.

## Stadsbild
Bostadsområdet i Dalhem avgränsas i sydväst av Drottningshögsvägen, i söder av Vasatorpsvägen, i öster av Österleden och i nordväst av E4:an. Bebyggelsen i området domineras av miljonprogramsområdet som byggdes ut i början av 1970-talet. Denna är trots detta väldigt varierad då man valde att använda sig av flera olika byggherrar och upplåtelseformer. Den äldre bebyggelse som finns i området är mestadels belägen i nordväst, dels i form av Berga villaområde, med hus från 1920-talet och framåt, dels längs Brohultsvägen, som har sitt ursprung i en gammal landsväg, där ett antal gatehus finns utspridda längs gatans sträckning. I övrigt är den enda äldre bebyggelse som finns bevarad Dalhemsgården, belägen strax söder om Dalhems centrum och en mindre gård i sydost, där gamla Filborna by tidigare legat. 
Nära den äldre bebyggelsen i norr hittar man även villaområdena från miljonprogramsutbyggnaden: vid Silvåkragatan, längs säckgator strålande ut från Brohultsvägen och Dalhemsvägens norra del. Dessa består mestadels av 1½-plansvillor, men även en del radhus och kedjehus. Stadsdelens södra delar består nästan uteslutande av flerbostadshus, varav de flesta består av låghus i två våningar. I sydväst och sydost är tvåvåningshusen tätt placerade med endast ett fåtal gröna platser. Husen har flacka sadeltak och var tidigare utförda i gult tegel, med fasaderna har sedan täckts med ljusgulmålad puts. Låghusen i bostadsrättsområdet Kjellstorp i norr är däremot mer glest placerade och har svagt sluttande valmade tak och fasader i gråa prefabricerade betongelement. Norr om Dalhems Centrum finns dock fyra höghus i åtta våningar. Dalhemsvägen och Annerovägen bildar huvudgator genom området, men är något nedsänkta från marknivån för att underlätta för korsande gång- och cykelvägar.
Av de grönområden som finns i området är den i folkmun kallade "Gubbaparken", egentligen Brytstugeparken, den mest framstående. Parken har sitt ursprung under 1800-talets slut och var då en populär samlingsplats med tillhörande dansbana. Numera är parken en något lugnare stadsdelspark med lekplats och fotbollsplaner. Något norr om Gubbaparken ligger en mindre gröning i anknytning till Dalhemsgårdens fritidsgård, där man kan hitta en basketplan och boulebana. Längs Österleden ligger den något större Kojakparken, även kallad "Kullarna", efter de kullar i dess norra del som uppkommit på platsen efter grustäktsarbeten. Även denna park erbjuder rekreation i form av en frisbeegolf-bana, fotbollsplaner och lekplats. Öster om Berga villaområde i nordväst finns Dalhemsskogen, som består av en mindre lövskog som vuxit upp kring Kjellstorps sanatorium.

## Historia
Under medeltiden bestod området som nu utgör stadsdelen Dalhem av fäladsmark till den nu nästan försvunna byn Filborna. Byn var belägen i korsningen mellan nuvarande Vasatorps-/Välavägen och Hunnetorpsvägen, numera Österleden, och bestod under medeltiden av 18 gårdar med tillhörande marker. Bebyggelsen har genom arkeologiska undersökningar kunnat dateras tillbaka till början av 900-talet. Äldre spår är av mer fragmenterad art och är därför svår att analysera, men på grund av bebyggelsens kontinuitet kan platsen ha varit bebodd ännu tidigare. Spår av människor i området kan spåras tillbaka till bondestenåldern. Nordöst om byn löpte en större landsväg från Helsingborg mot Ängelholm och Småland. Här finns ett antal ortnamn: Långshögsåker, Havrehög och Rishög, som kan syfta på gravhögar, i så fall troligen från bronsåldern.
Under 1600-talet tillkom ett kronotorp, kallat Brohuset, vid den bro där landsvägen korsade Välabäcken i den nuvarande stadsdelens norra del. På Skånska rekognosceringskartan från 1815 har bebyggelsen utökats till ett antal torp och där benämns bebyggelsen "Brohusen". När enskiftet började genomföras i Sverige med start vid 1700-talets slut, kom Filborna by successivt att delas upp och gårdar flyttades ut i åkerbygden. Den gård som först flyttades ut från byn var gård nr 16, som styckades upp i två delar. Den ena av dessa delar ses på kartan över Filborna fäladsmark från 1778 ligga på den nuvarande Dalhemsgårdens plats. Gården beskrivs 1818 som bestående av fyra längor i korsvirke. Den kallades från början "Skaden", eftersom det uppenbarligen fanns många skator på gården. Namnet Dalhem fick gården inte förrän 1880 av dåvarande ägaren Nils Andersson. 
Norr om Brohusen uppfördes under 1800-talet en större gård, benämnd Brohult, och vid husen uppstod en mindre by, som bland annat hyste lanthandel, vagnmakeri, smedja och snickeri. Vid mitten av 1800-talet styckades en del av Dalhemsgårdens marker i närheten av Berga gård i väst av och såldes till kronofogde Samuel Åberg, som här lät uppföra landeriet Kjellstorp. Landeriet köptes 1861 upp av Petter Olsson, sedermera konsul, som omvandlade mangårdsbyggnaden till ett barnhem för flickor, vilket öppnade 1863. Olsson bidrog kontinuerligt med stora belopp till barnhemmets drift och 1888 lät han uppföra en ny byggnad åt barnhemmet i närheten av den gamla, som omvandlades till sjukhem. Längre åt sydväst från Kjellstorp uppfördes Berga skola, som togs i bruk 1890.
Filborna by och dess marker ingick i Helsingborgs landskommun, som mellan 1905 och 1919 inkorporerades i Helsingborgs stad. Ett helt nytt villaområde uppfördes under 1920- och 1930-talen strax söder om Kjellstorp, vilket utgjorde den första bebyggelsen i området av mer modern karaktär. Gatorna i villaområdet bär genom sina namn prägel av närheten till Berga kasern, som 1912 uppfördes norr om Ängelholmsvägen. Skvadrongatan och Artillerigatan är av uppenbar militär art, medan Kollebergagatan och Silvåkragatan är skvadronsnamn som användes av regementet K5. Den enda gatan som bryter mönstret är Kjällstorpsgatan, efter Kjellstorps barnhem. Längs Brohultsvägen kom sedan Riksväg 1, kallad "Riksettan", att byggas ut, vilken var huvudleden i området fram till E4:ans utbyggnad parallellt med den gamla vägen.
Själva stadsdelen Dalhem byggdes ut mellan 1971 och 1975 i anknytning med miljonprogrammet. Inom området hade man planerat för 6 000 nya bostäder. För att området skulle hysa invånare med skilda bakgrund och ekonomiska förutsättningar valde man att använda ett flertal olika byggherrar och olika upplåtelseformer för bebyggelsen. Detta resulterade i en blandad bebyggelse av villor, radhus och flerbostadshus innehållande både hyresrätter och bostadsrätter.

## Befolkningsutveckling
| Befolkningsutvecklingen i Dalhem 2000–2020 | Befolkningsutvecklingen i Dalhem 2000–2020 | Befolkningsutvecklingen i Dalhem 2000–2020 | Befolkningsutvecklingen i Dalhem 2000–2020 | Befolkningsutvecklingen i Dalhem 2000–2020 |
| ------------------------------------------ | ------------------------------------------ | ------------------------------------------ | ------------------------------------------ | ------------------------------------------ |
|                                            |                                            |                                            |                                            |                                            |
| År                                         |                                            |                                            | Folkmängd                                  |                                            |
| 2000                                       | 2000                                       |                                            | 4 401                                      |                                            |
| 2001                                       | 2001                                       |                                            | 4 424                                      |                                            |
| 2002                                       | 2002                                       |                                            | 4 462                                      |                                            |
| 2003                                       | 2003                                       |                                            | 4 488                                      |                                            |
| 2004                                       | 2004                                       |                                            | 4 491                                      |                                            |
| 2005                                       | 2005                                       |                                            | 4 530                                      |                                            |
| 2006                                       | 2006                                       |                                            | 4 610                                      |                                            |
| 2007                                       | 2007                                       |                                            | 4 660                                      |                                            |
| 2008                                       | 2008                                       |                                            | 4 765                                      |                                            |
| 2009                                       | 2009                                       |                                            | 4 861                                      |                                            |
| 2010                                       | 2010                                       |                                            | 4 894                                      |                                            |
| 2011                                       | 2011                                       |                                            | 5 073                                      |                                            |
| 2012                                       | 2012                                       |                                            | 5 153                                      |                                            |
| 2013                                       | 2013                                       |                                            | 5 242                                      |                                            |
| 2014                                       | 2014                                       |                                            | 5 345                                      |                                            |
| 2015                                       | 2015                                       |                                            | 5 433                                      |                                            |
| 2016                                       | 2016                                       |                                            | 5 678                                      |                                            |
| 2017                                       | 2017                                       |                                            | 5 849                                      |                                            |
| 2018                                       | 2018                                       |                                            | 5 736                                      |                                            |
| 2019                                       | 2019                                       |                                            | 5 756                                      |                                            |
| 2020                                       | 2020                                       |                                            | 5 740                                      |                                            |

## Demografi

### Befolkningssammansättning
Statistikområdet Dalhem hade 5 740 invånare den 1 januari 2020, vilket utgjorde knappt 5,1 % av befolkningen i hela Helsingborgs tätort (här alla statistikområden i Helsingborgs kommuns innerområde, motsvarande Helsingborgs tätort inklusive vissa närliggande småorter). Medelåldern var vid samma tid 39,0 år, vilket är något lägre än medelåldern för resterande Helsingborg. Ålderfördelningen i stadsdelen följer generellt sett den i Helsingborg i övrigt, dock med en något högre andel yngre invånare och motsatt en något lägre andel äldre. Andelen personer över 80 år var nästan hälften så stor som genomsnittet. Den största åldersgruppen inom statistikområdet var 30 till 39 år med 14,7 % av befolkningen.
Andelen personer med utländsk bakgrund, alltså personer som antingen är födda utanför Sverige eller har föräldrar som båda är födda utanför Sverige, var inom statistikområdet 39,0 %, vilket var högre än andelen för övriga Helsingborg med 30,3 %. Av de invånare som är födda utanför Sverige har Dalhem en något lägre andel personer födda i Norden och en något högre andel födda utanför Europa än genomsnittet för staden.
| Åldersfördelning (2020) |        |  |  |  |
| Åldersgrupp             | Andel  |  |  |  |
| 0–9                     | 13,6 % |  |  |  |
| 0–9                     | 11,5 % |  |  |  |
| 10–19                   | 11,8 % |  |  |  |
| 10–19                   | 10,7 % |  |  |  |
| 20–29                   | 13,1 % |  |  |  |
| 20–29                   | 14,7 % |  |  |  |
| 30–39                   | 14,7 % |  |  |  |
| 30–39                   | 14,1 % |  |  |  |
| 40–49                   | 12,4 % |  |  |  |
| 40–49                   | 12,1 % |  |  |  |
| 50–59                   | 12,9 % |  |  |  |
| 50–59                   | 12,5 % |  |  |  |
| 60–69                   | 10,2 % |  |  |  |
| 60–69                   | 10,3 % |  |  |  |
| 70–79                   | 8,0 %  |  |  |  |
| 70–79                   | 8,8 %  |  |  |  |
| 80–                     | 3,5 %  |  |  |  |
| 80–                     | 5,1 %  |  |  |  |
|                         |        |  |  |  |
|                         |        |  |  |  |
| Medelålder              | 39,0   |  |  |  |
| Medelålder              | 40,7   |  |  |  |

| Utländsk bakgrund (2020)                |        |  |  |  |
|                                         |        |  |  |  |
| Andel                                   | 39,9 % |  |  |  |
| Andel                                   | 30,3 % |  |  |  |
| Födelseland (för födda utanför Sverige) |        |  |  |  |
| Region                                  | Andel  |  |  |  |
| Övriga Norden                           | 4,9 %  |  |  |  |
| Övriga Norden                           | 7,3 %  |  |  |  |
| Övriga Europa                           | 44,8 % |  |  |  |
| Övriga Europa                           | 37,8 % |  |  |  |
| Övriga Världen                          | 50,3 % |  |  |  |
| Övriga Världen                          | 54,8 % |  |  |  |

### Utbildning och inkomst
Befolkningen på Dalhem hade den 31 december 2020 en generellt sett lägre utbildningsnivå än Helsingborg som helhet. Andelen invånare mellan 20 och 64 år med endast förgymnasial utbildning låg över genomsnittet för staden och andelen med eftergymnasial utbildning var lägre än genomsnittet. Störst var andelen med 3-årig gymnasial utbildning, med 26,9 %. Medelinkomsten för statistikområdet uppgick 2020 till 365 200 kronor jämfört med 402 800 kronor för Helsingborg som helhet. Kvinnornas medelinkomst uppgick till 83,5 % av männens, vilket ändå var en mindre skillnad än för hela Helsingborgs tätort där andelen uppgick till ungefär 80 %.
| Utbildningsnivå (2020) |        |  |  |  |
| Utbildning             | Andel  |  |  |  |
| Förgymnasial           | 18,8 % |  |  |  |
| Förgymnasial           | 13,2 % |  |  |  |
| Gymnasial (≤2 år)      | 23,6 % |  |  |  |
| Gymnasial (≤2 år)      | 16,8 % |  |  |  |
| Gymnasial (3 år)       | 26,9 % |  |  |  |
| Gymnasial (3 år)       | 25,8 % |  |  |  |
| Eftergymn. (<3 år)     | 13,1 % |  |  |  |
| Eftergymn. (<3 år)     | 16,8 % |  |  |  |
| Eftergymn. (≥3 år)     | 13,9 % |  |  |  |
| Eftergymn. (≥3 år)     | 24,4 % |  |  |  |
| Ingen uppgift          | 3,7 %  |  |  |  |
| Ingen uppgift          | 3,0 %  |  |  |  |

| Förvärvsinkomst (2020) |         |  |  |  |
| Kön                    | Inkomst |  |  |  |
| Kvinnor                | 305,0   |  |  |  |
| Kvinnor                | 356,9   |  |  |  |
| Män                    | 337,0   |  |  |  |
| Män                    | 446,6   |  |  |  |
| Samtliga               | 365,2   |  |  |  |
| Samtliga               | 402,8   |  |  |  |

### Sysselsättning och hälsa
Arbetslösheten för personer mellan 20 och 64 år uppgick år 2020 till totalt 13,6 %, vilket var något högre än genomsnittet för Helsingborg. Arbetslösheten för män var något högre än den för kvinnor. Den öppna arbetslösheten uppgick 2020 till 7,9 %. Andelen förvärvsarbetande uppgick 2020 till totalt 67,7 %. Av de med arbete i stadsdelen pendlade 1 990 personer till arbeten utanför stadsdelen år 2020, medan 4 313 pendlade in från utanför Dalhem till arbeten i stadsdelen. Antalet arbetsplatser i stadsdelen var samma år 4 556. Inom statistikområdet ligger Väla södra indistriområde och Filborna industriområde.
Det genomsnittliga antalet utbetalda dagar med sjukpenning, arbetsskadesjukpenning, rehabiliteringspenning, sjukersättning och aktivitetsersättning från socialförsäkringen för stadsdelen uppgick år 2020 till 42 dagar, vilket var högre än de 23 dagar som gällde för Helsingborg som helhet, och det tredje högsta i staden efter Närlunda och Miatorp. Ohälsotalet var större för kvinnorna än för männen och Dalhem var den stadsdel med högst ohälsotal för kvinnor i staden.
| Arbetslöshet (2020) |        |  |  |  |
| Kön                 | Andel  |  |  |  |
| Kvinnor             | 13,5 % |  |  |  |
| Kvinnor             | 9,8 %  |  |  |  |
| Män                 | 13,7 % |  |  |  |
| Män                 | 10,2 % |  |  |  |
| Samtliga            | 13,6 % |  |  |  |
| Samtliga            | 11,1 % |  |  |  |

| Ohälsotal (2020) |       |  |  |  |
| Kön              | Dagar |  |  |  |
| Kvinnor          | 51    |  |  |  |
| Kvinnor          | 27    |  |  |  |
| Män              | 34    |  |  |  |
| Män              | 19    |  |  |  |
| Samtliga         | 42    |  |  |  |
| Samtliga         | 23    |  |  |  |